# Lojban
Tiếng Lojban (phát âm /ˈloʒban/ ⓘ) là một ngôn ngữ nhân tạo cú pháp không mơ hồ tiếp theo dự án Loglan.
Nhóm Ngôn ngữ Logic (LLG) bắt đầu phát triển tiếng Lojban vào năm 1987. LLG tìm cách thực hiện các mục đích của Loglan, và cải thiện hơn nữa ngôn ngữ này bằng cách làm cho nó dễ sử dụng hơn và có sẵn miễn phí (như được chỉ rõ bằng tên tiếng Anh chính thức của nó, "Lojban: A Realization of Loglan"). Sau một thời gian dài đầu tiên tranh luận và thử nghiệm, đường cơ sở được hoàn thành vào năm 1997, và được xuất bản với tựa The Complete Lojban Language. Trong một cuộc phỏng vấn năm 2010 với tờ The New York Times, Arika Okrent, tác giả của vùng đất của các ngôn ngữ phát minh, đã nói: "Ngôn ngữ được xây dựng với ngữ pháp hoàn chỉnh nhất có lẽ là Lojban - một ngôn ngữ được tạo ra để phản ánh các nguyên tắc logic."
Lojban được đề xuất như một ngôn ngữ có thể nói được để giao tiếp giữa những người sử dụng các ngôn ngữ khác nhau, như một phương tiện tiềm năng của dịch máy và khám phá giao diện của ngôn ngữ con người và phần mềm.

## Từ nguyên
Tên "Lojban" là một hợp chất được hình thành từ loj và ban, đó là hình thức ngắn của logji (logic) và bangu (ngôn ngữ).

## Lịch sử
Tiếng Lojban có một phiên bản ngôn ngữ tiền nhiệm, Loglan, một ngôn ngữ được sáng chế bởi James Cooke Brown trong năm 1955, và sau đó phát triển bởi Viện Loglan. Loglan đã được hình thành như một phương tiện để kiểm tra các ảnh hưởng của ngôn ngữ trên suy nghĩ của người nói (một giả định được gọi là Giả thuyết Sapir-Whorf)
Khi Brown bắt đầu tuyên bố bản quyền của mình đối với các thành phần của ngôn ngữ, lệnh cấm được đưa vào hoạt động của cộng đồng để ngăn họ thay đổi các khía cạnh của ngôn ngữ. Để tránh sự kiểm soát như vậy, một nhóm người quyết định bắt đầu một dự án riêng biệt, khởi hành từ cơ sở từ vựng của Loglan và phát minh lại toàn bộ từ vựng, dẫn đến từ vựng hiện tại của Lojban. Trong thực tế, họ thành lập năm 1987 Nhóm ngôn ngữ hợp lý, có trụ sở tại Washington, D.C. Họ cũng giành được một phiên xử về việc liệu họ có thể gọi phiên bản ngôn ngữ của họ là "Loglan" hay không.

### Một bài thơ Lojban (âm thanh)
- xekri je blanu nicteⓘ